# 요르단의 연구용 및 훈련용 원자로
요르단의 연구용 및 훈련용 원자로(Jordan Research and Training Reactor)은 요르단의 다목적 원자로이다. 2009년 12월 한국원자력연구원 컨소시엄이 건설사업을 수주하였으며, 2016년 4월 핵연료 장전 및 초임계에 들어갔다. JRTR의 최대 열출력은 5MW이며, 요르단과학기술대학교 부지에 건설되었다.